# La torre in fiamme
La torre in fiamme è un romanzo di Bernard Cornwell, terzo della serie dei cinque libri de Il romanzo di Excalibur che vede come personaggio protagonista Derfel Cadarn.
Il ciclo originariamente si componeva di tre romanzi ma, per ragioni puramente commerciali, in Italia è stato suddiviso in cinque libri, senza continuità di storia ma basandosi semplicemente su un'equa distribuzione del numero di pagine.
La torre in fiamme contiene la parte centrale di Enemy of God.
Il romanzo comincia nel punto in cui era terminato Il cuore di Derfel.

## Trama
Al loro ritorno in Britannia, Merlino e i suoi accompagnatori apprendono che la torre del mago è stata distrutta, e i Tesori della Britannia sono andati perduti. Nel frattempo Artù ha sconfitto Aelle e ha accettato la pace concordata da Lancillotto con l'altro sovrano sassone Cerdic. Può quindi dedicarsi per vari anni allo sviluppo pacifico della Britannia, fino all'avvento al trono del giovane Mordred. Invitando i cavalieri a giurarsi fratellanza intorno alla tavola rotonda, Artù vuole consolidare pace e prosperità tra i Britanni. Ma tra loro Lancillotto trama nell'ombra per assicurarsi un illecito diritto al trono. Il momento sembra propizio, perché il giovane sovrano Mordred ha affidato la reggenza ad Artù, che è invece impegnato in un grave caso diplomatico: il principe Tristano, figlio dell'alleato re Mark, è fuggito con la sua matrigna quindicenne Isotta, e chiede asilo in Britannia, trascinandosi dietro un destino di amore e di morte. Ma il primo atto di Mordred, che nel frattempo si è ripreso la reggenza del regno, è quello di preparare un'imboscata a Derfel ed Artù, che giunti nel regno di Powys vengono assaliti da un gruppo di cristiani e a fatica riescono ad averne ragione. Durante il viaggio di ritorno, Derfel apprende dalla vecchia madre di essere figlio di Aelle e che, secondo un'antica profezia, sarà lui a uccidere suo padre. Durante l'assenza di Artù e Derfel dalla Dumnonia, si sparge la voce che Mordred sia stato assassinato, e Lancillotto abbia approfittato del momento per impadronirsi del trono. Avvertito dalla sorella di Artù, la sacerdotessa Morgana, Derfel riesce a portare in salvo Ceinwyn e Merlino, ma non a impedire la morte di sua figlia Dian.

## Personaggi
- Derfel Cadarn – protagonista e narratore
- Artù – protettore di Mordred, comandante in capo della Dumnonia
- Ginevra – Moglie di Artù
- Merlino – druido
- Mordred – Re bambino
- Nimue – druido, amica di Derfel
- Lancillotto – Il traditore

## Edizioni
- Bernard Cornwell, La torre in fiamme, traduzione di Gaetano Luigi Staffilano e Riccardo Valla, I Faraoni, Mondadori, maggio 1998,  p. 356, ISBN 9788804452461.
- Bernard Cornwell, La torre in fiamme, traduzione di Gaetano Luigi Staffilano e Riccardo Valla, Oscar bestsellers, Mondadori, 1º ottobre 2003,  p. 350, ISBN 9788804528760.